# Ә̃
La Schwa con virgulilla (Ә̃ ә̃; cursiva: Ә̃ ә̃) es una letra de la escritura cirílica.
Se usa solo en el alfabeto del idioma khinalug donde representa la nasalizada vocal casi abierta anterior no redondeada /æ̃/.